# 過硝酸塩
過硝酸塩(Peroxynitrate)は、不安定な過硝酸の塩である。過硝酸塩も不安定であり、硝酸塩と酸素分子に分解する。固体の塩は知られていない。